# Rhinocypha uenoi
Espèce
Statut de conservation UICN

 EN  : En danger
Rhinocypha uenoi est une espèce d'insectes de l'ordre des odonates (libellules), du sous-ordre des Zygoptera (demoiselles), de la famille des Chlorocyphidae et du genre Rhinocypha.

## Répartition
Rhinocypha uenoi se rencontre au Japon. Cette espèce est endémique de l'Archipel Ryukyu et est notamment présente sur l'île d'Iriomote-jima.

## Systématique
L'espèce Rhinocypha uenoi a été décrite par l'entomologiste japonais Syoziro Asahina en 1964,. Elle a été nommée en l'honneur du collecteur de l'holotype, Shun-Ichi Ueno. L'holotype (NSMT-I-Od0087) est conservé au Musée national de la nature et des sciences de Tokyo.

### Publication originale
- (en) Asahina, S. 1964. Descriptions of new and little known dragonflies from the Ryukyus (Odonata). Kontyû, 32(2): 299-310.